# Ozodes xanthophasma
Ozodes xanthophasma är en skalbaggsart som beskrevs av Bates 1872. Ozodes xanthophasma ingår i släktet Ozodes och familjen långhorningar.
Artens utbredningsområde är:
- Honduras.
- Nicaragua.
- Panama.

Inga underarter finns listade i Catalogue of Life.